# K2-141
Désignations
K2-141, aussi désignée EPIC 246393474, est une étoile de la constellation des Poissons. Avec une magnitude apparente de 11,45, elle est bien trop faible pour être visible à l’œil nu. Cette naine orange est l'objet primaire d'un système planétaire comprenant au moins deux planètes confirmées,, K2-141 b et K2-141 c.

## K2-141 a, l'étoile
K2-141 est une naine orange de type spectral K7 V. Elle est située à une distance de ∼ 202 a.l. (∼ 61,9 pc) de la Terre et se rapproche de nous avec une vitesse radiale de −3,62 km/s. C'est une étoile plus petite et moins massive que le Soleil, ne faisant que 66 % de son rayon et 71 % de sa masse. Sa luminosité n'est que de 18 % celle du Soleil et sa température de surface est d'environ 4 600 K. C'est une étoile qui serait âgée de plus de six milliards d'années, même si son âge demeure mal contraint, avec de grandes incertitudes.

## K2-141 b, super-Terre à période de révolution ultra-courte
K2-141 b est la planète la plus proche de son étoile. Elle a une masse de 5,31 ± 0,46 masses terrestres et un rayon de 1,54+0,10−0,09 rayon terrestre, ce qui lui confère une masse volumique de 8,00+1,83−1,45 grammes par centimètre cube et suggère en conséquence une composition fer/roches. Les modèles indiquent que le fer ne peut pas constituer plus de ~70 % de la masse totale. Sa période de révolution est de 6,7 heures, soit 0,28 jour. Ces caractéristiques font de cette planète une super-Terre à période de révolution ultra-courte. Au moment de l'annonce de sa découverte, K2-141 b est par ailleurs la planète à la période de révolution la plus courte dont la masse est précisément déterminée.

## K2-141 c, possible Neptune ou mini-Neptune
En 2018, une seconde planète, K2-141 c, est détectée sur la base de l'observation de neuf transits par le télescope spatial Kepler et qui se répètent selon une période de 7,75 jours, ce qui correspondrait à la période de révolution de l'objet. Il pourrait s'agir d'une mini-Neptune où d'une planète de type Neptune, bien que ses paramètres physiques soient très mal contraints. Son rayon a été estimé à 7,0+4,6
 −2,8 rayons terrestres.